# Havruta

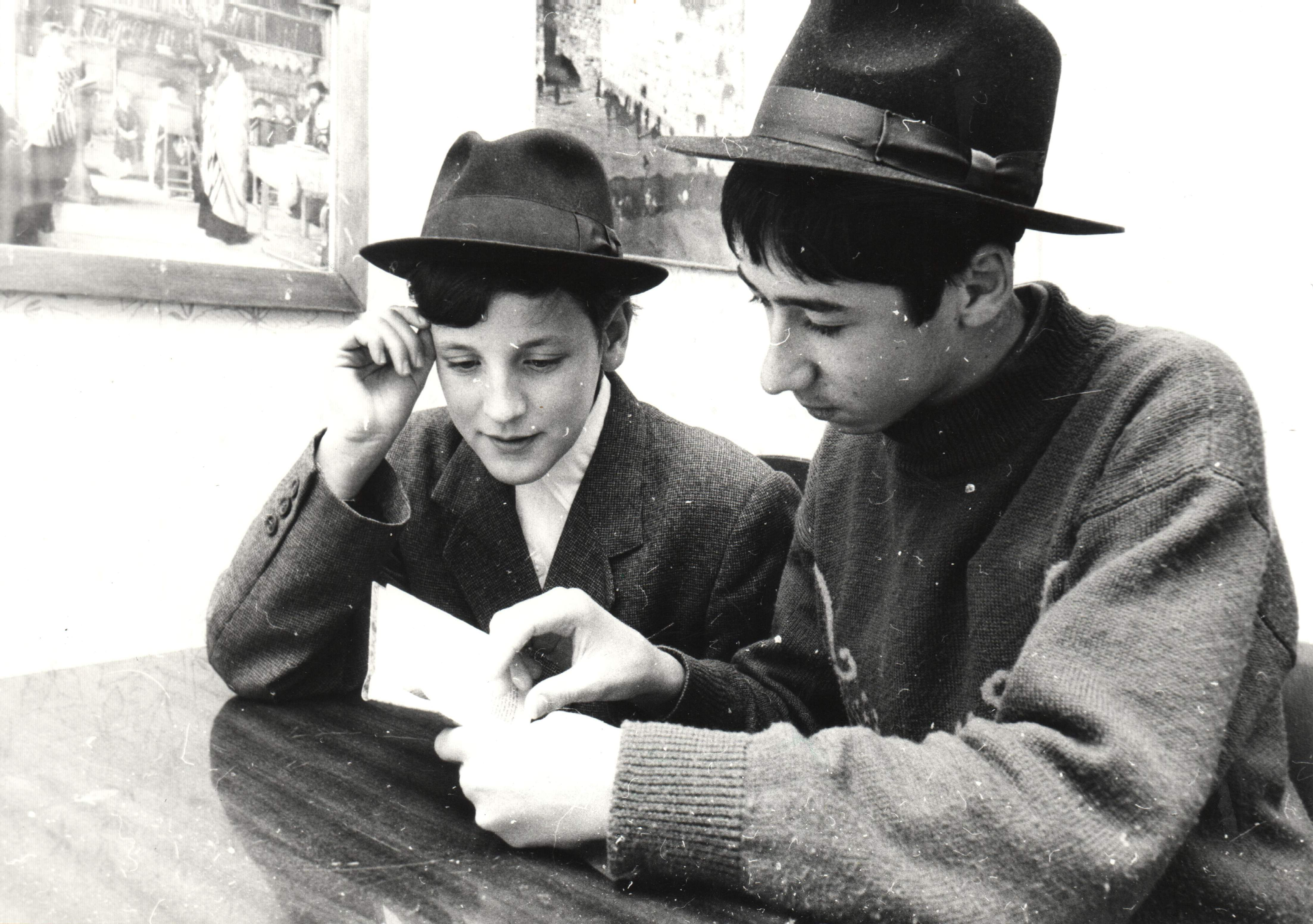
Dois colegas estudando com o método havruta numa yeshivá.

O método de estudo Havruta, também escrito como chavruta ou chavrusa (em arameo: חַבְרוּתָא, significa "amizade" ou "compañerismo") é um enfoque rabínico tradicional, para o estudo do Talmud babilónico, no qual um par de estudantes analisam, comentam, e debatem um texto compartilhado. É um método de aprendizagem primária nas yeshivot, onde os estudantes com frequência se relacionam com colegas de estudo, de conhecimentos e habilidades similares, e também o praticam homens e meninos fora da yeshivá, no trabalho, no lar e em férias. É tradicional aprender o Talmud com um colega.
A diferença de uma relação entre um professor e um aluno, na que o aluno memoriza e repete o material, a aprendizagem do método havruta, faz que o aluno analise o texto, organize seus pensamentos, e crê argumentos lógicos, também que explique seu razonamiento, escute as respostas de seu colega, e questione suas ideias com os demais, com frequência chegando a ideias completamente novas sobre o significado do texto. A aprendizagem do método havruta é tradicionalmente praticado por homens e por meninos, mas também se fez popular nas yeshivot femininas que estudam os textos talmúdicos.